# Bidasoa
Der Bidasoa (spanische und baskische Schreibweise) bzw. Bidassoa (französisch) ist ein Fluss in Nordspanien. Er entspringt östlich des Ortes Errazu in der Gemeinde Baztan in Navarra und mündet bei Hondarribia (Gipuzkoa) in die Bucht von Txingudi im Atlantischen Ozean (Golf von Biskaya). Seine Länge beträgt rund 66 km. Von seiner Quelle bis zur Ortschaft Oronoz-Mugairi heißt er Río Baztán, ab dort Bidasoa. Die letzten 10 km des Flusses stellen die Grenze zwischen Frankreich und Spanien dar.
Die Fasaneninsel (spanisch Isla de los Faisanes, französisch Île des Faisans) im unteren Teil des Flusses diente als neutraler Verhandlungsort zwischen Spanien und Frankreich: 1659 wurde dort der Pyrenäenfrieden geschlossen. Mit einer Fläche von rund 6820 m² ist sie das kleinste Kondominium der Welt; sie wird jeweils sechs Monate im Jahr abwechselnd von Frankreich und von Spanien verwaltet.
Der Bidasoa und seine Landschaften haben den Malern der Bidasoa Malereischule als primäre Inspirationsquelle für ihre Landschaftsmalerei gedient. Der Fluss war auch Namensgeber für den Sportverein Bidasoa Irun.